# Pelekium contortulum
Pelekium contortulum är en bladmossart som beskrevs av Andries Touw 2001. Pelekium contortulum ingår i släktet Pelekium och familjen Thuidiaceae. Inga underarter finns listade i Catalogue of Life.